# Buřňák chathamský
Buřňák chathamský (Pterodroma axillaris) je druh trubkonosého ptáka z čeledi buřňákovití, který hnízdí pouze na Chathamských ostrovech. Do nedávné doby se jeho hnízdní habitat omezoval na ostrov Rangatira, avšak díky translokačním programům z počátku 21. století byly založeny menší populace na Pittově a Chathamově ostrově, odkud buřňáci chathamští vymizeli následkem introdukce savců (prasat, koček, krys) a degradace hnízdních stanovišť. Celková populace druhu se odhaduje na 2000 jedinců. 

## Systematika
Druh poprvé popsal v roce 1893 anglický přírodovědec Osbert Salvin. Salvin ptáka popsal na základě dvou exemplářů odchycených Hawkinsem v květnu 1892 na ostrově Rangatira. Domorodé jméno druhu je ranguru.

## Areál výskytu
Druh je endemický k Chathamským ostrovům. Hlavní kolonie druhu se nachází na ostrově Rangatira. Menší kolonie byly založeny v rámci translokačních programů na záchranu druhu i na Pittově a Chathamově ostrově, kde jsou chráněny plotem proti predátorům. V době hnízdění podnikají buřňáci dlouhé lety na moře za potravou, nejčastěji 2000–3000 km na jihovýchod od Chathamských ostrovů. V době výchovy mláděte se tato vzdálenost snižuje na cca 1000 km na jih od Chathamských ostrovů. Mimo hnízdní období migrují do východního Tichomoří (cca 1000 km od pobřeží Peru a Chile), kde přečkají zimu a zpět na Chathamské ostrovy se vrací až na jaře.

## Popis
Tento středně velký buřňák hraje břidlicově šedými a bělavými barvami. Svrchní strana těla je převážně světle šedá, přes křídla se táhne tmavě šedý pruh (od kostřece k ručním letkám), který při roztažených křídlech má tvar písmene M. Spodní strana křídel je převážně bílá, avšak podél odtokové (zadní) hrany se táhne černá linka a od náběžné hrany ručních letek k ramenním letkám se vine diagonální černý pruh. Zobák je černý, krátký, na konci zaháknutý ostrou špičkou. Duhovky jsou tmavé, nohy růžové, blány a vnější prsty tmavé. Samice a samec vypadají stejně. Délka těla dosahuje 30 cm a váha se pohybuje kolem 200 g.

## Biologie
Buřňáci chathamští jsou oceánským druhem, který tráví většinu času na moři. Na pevninu zalétávají pouze ze účelem hnízdění a i během toho podnikají dlouhé lety na moře za potravou trvající mnoho dní. Odlety a přílety do hnízdní kolonie se odehrávají pouze v noci. Umí výborně létat i šplhat po stromech, na které často vylézá až vysoko do korun, aby se z nich snesli dolů k hnízdům. Samci se vokálně projevují vysoce položeným opakovaným úis-úis-úis, samice vydávají níže položené jap-jap-jap. Na zemi samci i samice vydávají výrazný vrčící zvuk.
Živí se krakaticemi a rybami, které sbírají z vodní hladiny nebo těsně pod ní. Mimo hnízdní období loví potravu hlavně v noci, v době shánění potravy pro své ptáče se krmí na moři v jakoukoliv denní dobu.

### Hnízdění

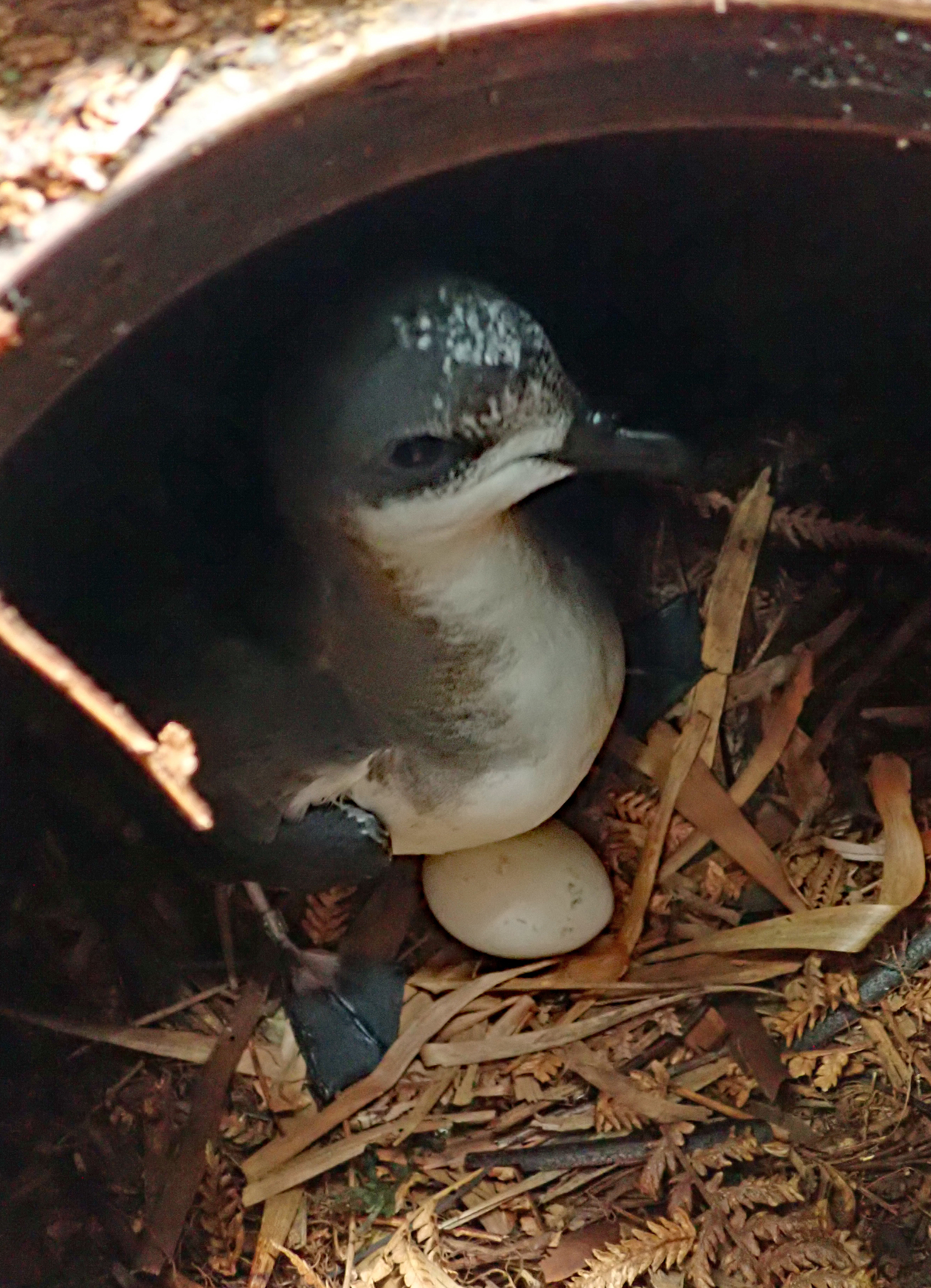
Jedinec na umělém hnízdě

Buřňáci chathamští tvoří dlouhodobé páry, nicméně v případě neúspěšného zahnízdění může dojít k rozchodům. Vedle věrnosti partnerům jsou věrní i svým norám, ve kterých hnízdí každý rok (jeden buřňák byl v té samé noře dokonce zaznamenán po dobu 24 hnízdících období). Nora bývá dlouhá kolem 0,4–2 m a 10×7 cm široká. Na jejím konci bývá umístěno jednoduché hnízdo z uschlého listí a větviček. Nory se nejčastěji nachází na svažitém nebo rovném terénu v nížinatém lese do 200 m n. m. V některých oblastech s nestabilní horní vrstvou půdy mohou být nory snadno poškozeny chůzí člověka / savce po povrchu.
Doba hnízdění trvá od listopadu do června. Zaběhlé páry synchronizují svůj návrat z východotichomořských zimovišť zpět na hnízdiště v rozmezí několika dní. Typicky dolétávají na hnízdiště koncem listopadu. Dojde ke kopulaci a poté pár odlétá na moře, kde se hlavně samice intenzivně vykrmuje, aby uspokojila energetické nároky na tvorbu velkého vejce.
Ke snášení vejce dochází od konce prosince do konce února. Velké bílé vejce měří 52×39 mm a váží 47 g. Po nakladení vejce začne samec s inkubací a samice odlétá na moře za potravou. Pryč bývá 10–15 dní, zatímco samec trpělivě inkubuje na hnízdě. Po návratu samice se partneři vystřídají. Každý z partnerů takto absolvuje 2, případně 3 inkubační směny a po cca 46 dnech se klube mládě. Rodiče zahřívají vyklubané mládě po dobu 1–2 dní a poté se rozletí na moře shánět potravu. Každých několik dní se vracejí na hnízdo, aby nakrmili mládě regurgitací (zpětným vyvržením) potravy i žaludečním olejem. K návratu na hnízdiště během toho období dochází v noci. Ve věku 10 dnů ptáče vylézá z hnízda a začne zkoušet lézt na stromy. V průměrném věku 85 dní se mládě osamostatňuje, avšak rodiče opouští své potomky již zhruba 10 dní před jejich osamostatněním. Mláďata následují své rodiče někdy mezi koncem dubna a červnem. Jedná se o dlouhožijící druh, v průměru se dožívá kolem 20 let.

## Ohrožení a populace
Podle subfosilních nálezů z ostrova Mangere, Chathamova a Pittova ostrova byl buřňák chathamský kdysi hojně rozšířen po celém Chathamském souostroví. Původně se patrně se jednalo o nejrozšířenějšího chathamského mořského ptáka hnízdícího v norách. Počty byly patrně sníženy po příchodu Moriorů (cca kolem toku 1500), kteří chytali buřňáky za účelem konzumace a dovlekli na ostrovy krysy ostrovní, které mohly mít vliv na snížení stavů buřňáků chathamských. V 19. století evropští osadníci na Chathamské ostrovy dovlekli další savčí predátory (kočky, krysy, prasata), které společně s odlesňováním zapříčinily vymizení buřňáků z většiny území Chathamských ostrovů. Do roku 1900 se areál rozšíření buřňáků chathamských omezil na ostrov Rangatira.

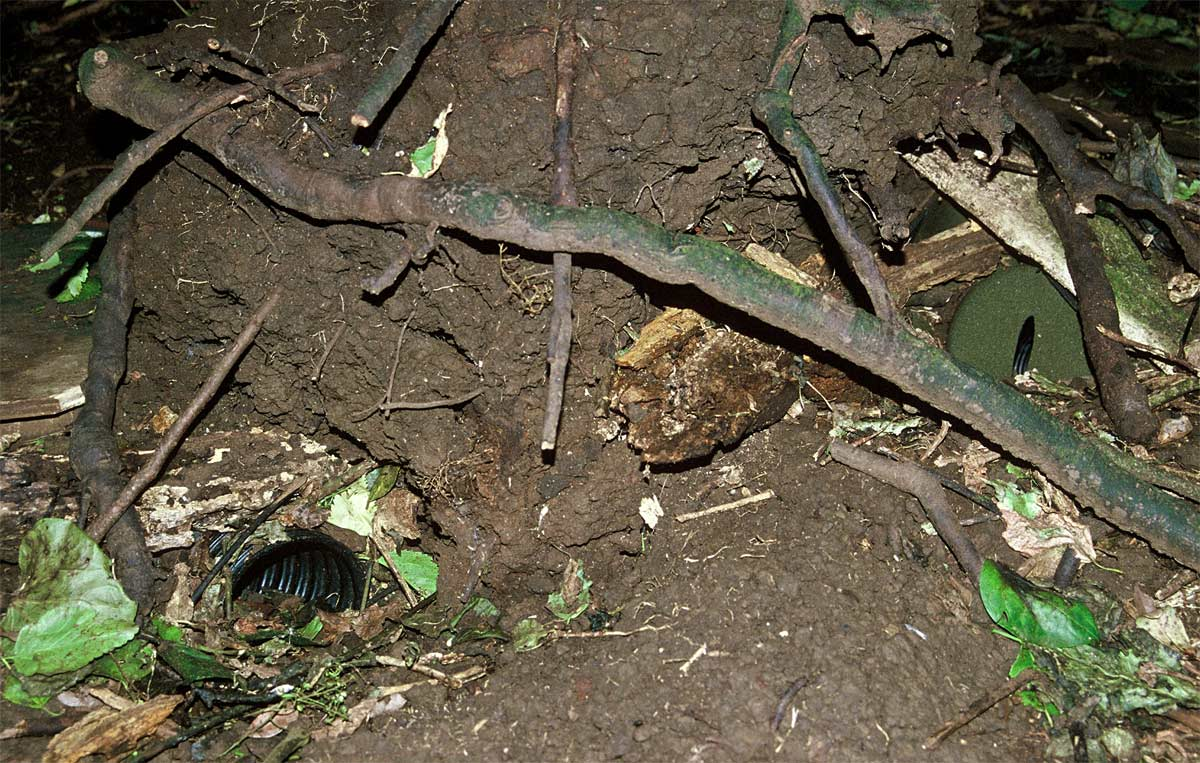
Nory buřňáků chathamských; nora vpravo nahoře má zelenou neoprenovou vstupní klapku

Někdy od druhé poloviny 20. století populace buřňáků chathamských klesala rychlostí 1 % ročně. Počátky managementu druhu spadají do konce 80. let 20. století, kdy se novozélandští ochránci zaměřili na lokalizování nor buřňáků a hledání příčiny jejich nízké hnízdní úspěšnosti. Jako hlavní důvod nízkého procenta úspěšného vyvedení mláďat byla identifikována kompetice o hnízdní habitat s buřňáky širokozobými (Pachyptila vittata), kteří napadají hlavně vejce a mláďata buřňáků chathamských a výjimečněji i dospělce. Je běžné, že jejich útoky končí smrtí mláděte. Úsilí ochranářů se proto zaměřilo na ochranu nor a ptáčat buřňáků chathamských před buřňáky širokozobými. Ochranáři nejdříve vsunou do nor buřňáků chathamských umělé nory ze dřeva, které chrání noru před kolapsem. Po zahnízdění buřňáka chathamského ochránci namontují před vchod speciálně nadesignovanou neoprenovou klapku (tj. kousek neoprenu přichycený u vchodu připomínající dveřní závěs). Tyto klapky odrazují buřňáky širozobé od vstupu do nory, avšak neodradí buřňáky chathamské, kteří již mají v noře značně velkou investici v podobě hnízda a tudíž i větší motivaci závěsnou klapkou proniknout. Poté, co na konci hnízdního období buřňáci chathamští opustí svou noru, ochránci její vstup pevně utěsní, aby nedošlo k jejímu zabrání buřňáky širokozobými. Pokud i tak ochranáři najdou v noře buřňáka chathamského buřňáka širokozobého, usmrtí ho.
Díky ochraně nor se začala navyšovat hnízdní úspěšnost buřňáků chathamských. S nárůstem populace ochranáři mohli přistoupit k další fázi ochrany druhu, kterou je translokace části populace za účelem vytvoření tzv. záložní populace. V letech 2002–2005 bylo do oblasti Pittova ostrova přemístěno kolem 200 ptáčat. V roce 2006 tam došlo k prvnímu pokusu o zahnízdění a k roku 2012 bylo napočítáno 12 hnízdících párů. Dalších 200 ptáčat bylo mezi lety 2008–2011 přemístěno i na Chathamův ostrov do rezervace Sweetwater Conservation Covenant, která je chráněna plotem proti predátorům. První pokus o zahnízdění v této nové kolonii byl zaznamenán v roce 2012. V obou případech byla ptáčata k translokaci přemístěna koncem hnízdního období. K utužení jejich instinktů k nové hnízdní lokaci dopomáhá přehrávání zvukových nahrávek buřňáků chathamských pořízených v kolonii na Rangatiře.
Mezinárodní svaz ochrany přírody hodnotí druh jako zranitelný z důvodu prudkého úbytku populace ve 20. století a pokračujícím hrozbám jak ze strany savčích predátorů, tak ze strany buřňáků širokozobých. Díky intenzivním ochranářským opatřením je populace od roku 2000 na mírném vzestupu. K roku 2010 se celková populace druhu odhadovala na 1400 jedinců, v roce 2022 již na 2000.